# مقتل عائلة علي عباس الفرج
مقتل عائلة علي عباس الفرج أو مذبحة الشعبة يشير إلى مقتل جماعي عائلي أو انتحارهم وقع في قرية الشعبة بمحافظة الأحساء السعودية في مساء يوم الأربعاء 24 ذي القعدة 1441/ 14 يوليو 2020، حيث قتل الأشقاء الخمسة من عائلة علي عباس الفرج تتراوح أعمارهم بين 14 و 19 عاماً في منزلهم، وهم غفران (22 سنة)، مؤيد (20 سنة)، زينب (18 سنة)، نينوى (16 سنة)، بنين (14 سنة). 

## الخلفية
أنجب علي عباس الفرج من مواليد عام 1971 عشرة أولاد: غفران (22 سنة)، مؤيد (20 سنة)، زينب (18 سنة)، نينوى (16 سنة)، بنين (14 سنة) منار (12 سنة)، خولة (8 سنوات)، زهراء (6 سنوات)، محمد (3 سنوات)، حسن (سنة ونصف). 

مؤيد (20 سنة) كان طالب مميز منذ صغره ومتفوق دراسيا وهو خريج ثانوية الشعبة، والتحق بجامعة الملك فيصل في تخصص لغة إنجليزية. 

زينب (18 سنة)، كانت نابغة ومتميزة في دراستها واخلاقها وكانت شديدة الطموح «ولم ترها ابدًا منكسرة أو تعاني من مشاكل نفسية» حسب تصريح معلمتها فوزية خلف. 

## الحادثة والضحايا
روت صحيفة عكاظ تفاصيل الحادثة التي انفردت بها، وبحسب روايتها: أن علي عباس الفرج كان عائدا إلى منزله، كي يجتمع بأسرته، لم يجد ردا حين طرق الباب فطرقه مرة تلو الأخرى لكن دون مجيب، فصعد إلى سطح المنزل ودخله عبر السلم، ثم «فاجأ بأمر أشبه بالصدمة»، ووجد الابن الأكبر مؤيد كان مشنوقا بحبل في رقبته، أما البنات الأربع فكن ملقيات على الأرض وعلى رقابهن آثار طعنات. فتح الأب الباب للأم وعند ذهابهما مرة أخرى إلى موقع الجريمة وجدا البنت الكبرى تلفظ أنفاسها الأخيرة وحاولت الأم المكلومة تلقينها الشهادة.
الضحايا من عائلة علي عباس الفرج هم (غفران مؤيد زينب نينوى بنين) الأبناء والبنات المتبقون له منار، خولة، زهراء، محمد، حسن.

ومن التفاصيل التي حصلت العربية عليها بشأن الحادثة، أنه لم يلاحظ الطب الشرعي أي آثار ضرب جسيمة على أجساد الضحايامما يشير الي عدم دفاعهم عن نفسهم ،وكانت الدماء في موقع واحد على سطح المنزل، مما يشير إلى عدم نقل الجثث من موقع إلى آخر، كما كانت الجثث متقاربة في مؤشر على عدم محاولة أي من الضحايا النجاة من الموقع. 

### تدفينهم
تم تغسيلهم في مغتسل الحليلة، وتم نقلهم ليصلى عليهم في مقبرة الشعبة وأم المصلين الشيخ عبد الهادي بن محمد اللويمي، وشيعت ضحايا بعد مضى نحو 7 أيام على الحادثة في 23 يوليو/ 3 ذو الحجة، ودفنوا في قبر جماعي بمقبرة الشعبة الشماليّة. 

## تحقيق
أبلغت الشرطة عن الحادث من قبل والدهم علي عباس الفرج وذلك بعد عثور على جثثهم. وبعد إبلاغ الشرطة، قامت الدوريات الأمنية بإحاطة المنزل على مدى يومين كاملين، لجمع الأدلة وإكمال التحقيقات، وقد استمرت في البحث عن هذه القضية الجنائية. وأكدوا أن الضحايا كانوا يرتادون الدخول على ألعاب لها تأثير مباشر على النفسية، وتدفع مستخدميها على التهجم والانتقام والدخول في تحديات والتعمق في قراءة قصص الانتحار. وبما ان الحادثة وقعت في 2020 اي وقت وجود الكورونا ف هذا يعني ان الابناء (غفران مؤيد زينب نينوى بنين)كانوا يلعبوا هذه الالعاب كثيرا ف هناك احتمال ان تاثير هذه الالعاب كان قويا وايضا من الممكن بسبب هذا التاثير الاخوات(غفران، مؤيد، زينب، نينوى، بنين) قرروا ان يلعبوا هذه الالعاب علي الواقع بالتالي قام الاخ بقتلهم بهذه الطريقة ثم شنق نفسه لكي تتم اللعبة(او بمعني اخر الاتفاق)